# Manulife Plaza
Manulife Plaza, anciennement appelé Lee Garden One, est un gratte-ciel situé à Hong Kong dans le quartier de Causeway Bay, construit en 1997. Il atteint une hauteur de 240 m et offre 52 étages de bureaux.